# Jorge Nunes (político)
António Jorge Nunes ComM • ComIH (Bragança, Zoio, Refoios, 24 de julho de 1953) é um engenheiro civil e dirigente político português.
Licenciou-se em Engenharia Civil pela Faculdade de Engenharia da Universidade do Porto, no ano de 1978.
A nível profissional, trabalhou na Câmara Municipal de Torre de Moncorvo de Outubro de 1978 a Dezembro de 1979. Exerceu as funções de sócio-gerente da empresa Edibetão, com sede em Torre de Moncorvo, de 15 de Agosto de 1980 a 26 de Junho de 1987.
Jorge Nunes foi Presidente da Câmara Municipal de Bragança de 1998 a 2013, tendo sido reeleito com maioria absoluta em 2002, 2005 e 2009.
A 9 de junho de 2014, foi agraciado com o grau de Comendador da Ordem do Mérito. A 23 de junho de 2022, foi agraciado com o grau de Comendador da Ordem do Infante D. Henrique.

## Formação Académica
Concluiu o ensino secundário no Liceu Nacional de Bragança, no ano letivo de 1972/1973, a licenciatura em Engenharia Civil pela FEUP no ano letivo de 1977/78, o Mestrado em Construção de Edifícios, na FEUP, em outubro de 1995

## Atividade profissional e de gestor
Técnico superior no Município de Torre de Moncorvo de outubro de 1978 a dezembro de 1979 e no Município de Bragança, de novembro de 1987, nomeado em 1988 como Chefe de Divisão de Obras e Equipamento até janeiro de 1997; funções privadas de 15 de agosto de 1980 a 26 de junho de 1987, como sócio-gerente da empresa Edibetão, com participação no capital social das empresas: Norgesconta, Elidouro e Sanibetão. É autor de projetos de Engenharia, para instituições públicas e entidades privadas.
Foi nomeado gestor, vogal da Comissão Diretiva do Programa Operacional Norte 2020, por resolução Conselho de Ministros n.º 15/2015, com início de funções a 19 de março de 2015, cessando funções a 29 de fevereiro de 2020.   

## Atividade docente
Professor na Escola Superior Agrária e na Escola Superior de Tecnologia e Gestão do Instituto Politécnico de Bragança, como Assistente convidado, de 1991 a 1995. Em fevereiro de 1997 integrou o quadro docente do IPB na categoria de Professor Adjunto, até dezembro de 2005.

## Atividade política autárquica
Exerceu a presidência da Câmara Municipal de Bragança durante 16 anos, com quatro maiorias absolutas:
- Eleito em dezembro de 1997, com 49% dos votos, na lista do PSD candidata à Câmara Municipal de Bragança, para o mandato 1998/2001;
- Reeleito na lista do PSD, com 61,9% dos votos, para o mandato 2001/2005; 
- Reeleito na lista do PSD, com 63,4% dos votos, para o mandato 2005/2009; 
- Reeleito na lista do PSD, com 48,19% dos votos, para o mandato 2009/2013. 
Não se pôde recandidatar em 2013 em virtude da Lei da Limitação de Mandatos.

## Atividade de âmbito partidário
Mandatário distrital da candidatura da Dr.ª Manuela Ferreira Leite a presidente do PSD, ano de 2008; membro do Conselho Nacional do PSD, no período de junho de 2008 a abril de 2010; presidente da Mesa da Assembleia Distrital do PSD, de 2008 a 2010; presidente da Mesa da Assembleia de Secção do PSD de Bragança em três mandatos, de 2010 a fevereiro de 2016; 

## Condecorações honorificas, homenagens e distinções
Foi condecorado, homenageado e reconhecido por quarenta e seis instituições/entidades:

Condecorações honorificas:
- Comendador da Ordem do Mérito, atribuída pelo Presidente da República Portuguesa, Professor Cavaco Silva, a 10 de junho de 2014;
- Comendador da Ordem do Infante D. Henrique, condecoração atribuída pelo Presidente da República, Professor Marcelo Rebelo de Sousa, a 23 de junho de 2022; 

Homenagens de instituições:
- Medalha de Serviços Distintos, Grau Ouro, atribuída a 15 de junho de 2003, pela Liga de Bombeiros Portugueses;
- Distinguido pela Fundação San Pablo de Castilla Y León com o título de Master de Oro CEUCYL 2012; Chave da Cidade de Les Pavillons-sous-Bois, em junho de 2012;
- Distinguido em setembro de 2012, pela Ordem dos Engenheiros da Região Norte, com o título de Engenheiro do Ano 2012;
- Homenagem do Grupo Desportivo de Bragança, a 25 de maio de 2013;
- Reconhecimento do Presidente do PSD, Dr. Passos Coelho, a 8 de julho de 2013;
- Homenageado pelas 49 Freguesias do Concelho, a 7 de julho de 2013;
- “Chave de Honra” e o título de Cidadão Honorário da Freguesia de Rabal, atribuída a 10 de agosto de 2013;
- Homenageado pela Associação de Criadores de Bovinos de Raça Mirandesa a 1 de setembro de 2013;
- Homenageado pela Assembleia Geral do ZASNET/AECT (Agrupamento Europeu de Cooperação Territorial), a 18 de setembro de 2013; 
- Medalha de Ouro da Faculdade de Direito de Lisboa, entregue a 3 de outubro de 2013;
- Diploma de “Autarca por Excelência”, atribuído pelo Instituto Fontes Pereira de Melo, a 3 de outubro de 2013;
- “Premio a la Amistad Hispano Portuguesa 2013” atribuído pela Associação de Amigos de Portugal em Espanha, a 14 de novembro de 2013;
- Alfinete de prata, atribuído pela Associação dos Autarcas Social Democratas, a 16 de novembro de 2013; 
- Diploma e Crachá de Ouro, atribuído pela Liga dos Bombeiros Portugueses, a 8 de dezembro de 2013;
- Medalha de Honra do Instituto Politécnico de Bragança, entregue no Dia do Instituto, a 28 de janeiro de 2014;
- Medalha “Brasão de Ouro do Município de Bragança” e conferido o título de “Cidadão Honorário de Bragança”, atribuída na comemoração dos 550 anos de Bragança Cidade, a 20 de fevereiro de 2014;
Outras homenagens e reconhecimentos:
- Reconhecimento dos colegas do Eixo Atlântico do Noroeste Peninsular, fevereiro de 2013;
- Homenagem do Povo da aldeia de Carocedo, a 19 de outubro de 2014; 
- Homenagem da União de Freguesias de S. Julião de Palácios e Deilão, a 19 de novembro de 2016; 
- Reconhecimento de louvor e mérito, pela Santa Casa da Misericórdia de Bragança, na comemoração dos 500 anos, a 6 de junho de 2018; 
- Homenagem na Gala dos 40 anos de Poder Local Democrático, promovida pelo município de Bragança, a 12 de dezembro de 2018; 
- “Voto de Louvor, reconhecimento e agradecimento”, aprovado pela Assembleia Municipal de Bragança, a 30 de junho de 2022; 
- Reconhecimento da Casa de Trás-os-Montes e Alto Douro de Lisboa, a 6 de setembro de 2022; 
- Voto de louvor e de agradecimento, atribuído pela direção do NERBA – Associação Empresarial do Distrito de Bragança, em reunião de 1 de outubro de 2013; 
- Certificado de Reconhecimento de Mérito, atribuído a 2 de novembro de 2013, pela Tuna Mista de Bragança; 
- Comendador da Ordem Honorifica General Gomes Freire de Andrade, atribuída a 8 de junho de 2018; 
- Reconhecimento da APADI, ano de 2017; 
- Diploma de Mérito atribuído pelo Corpo Nacional de Escutas a 5 de junho de 2009; 
- Comenda Municipal “Álvaro de Souza”, pela Prefeitura Municipal de Bragança do Pará – Brasil, ano de 2008; 
- Homenageado em 8 de dezembro de 2008, pelo Clube Académico de Bragança;
- Salva de reconhecimento, a 07 de setembro de 2013, pela Junta de Freguesia de Sendas, no momento da homenagem a D. António Borges Morais, de Vila Franca;
- Atribuído a 07 de setembro de 2013, o alfinete “Asas de Ouro”, pelo Real Aeroclube de Espanha;
- Atribuída pelo Aeroclube de Bragança, a 7 de setembro de 2013, salva de prata na comemoração dos 50 anos do Clube;
- Salva de prata entregue de agradecimento entregue pelos trabalhadores da Edibetão, ano de 1987;
- Salva de prata atribuída pelos funcionários da Câmara Municipal de Bragança, a 21 de fevereiro de 1997.

## Sócio Honorário ou de Mérito das seguintes instituições:
Academia de Letras de Bragança do Pará, dezembro de 2008; Associação Sócio Cultural dos Deficientes de Trás-os-Montes (ASCUDT), 1 de junho de 2012; Associação Trindade Coelho – Mogadourenses em Bragança, a 11 de novembro de 2012; Academia de Letras de Trás-os-Montes, por decisão de 9 de junho de 2013; da Associação Humanitária de Bombeiros Voluntários de Bragança, a 6 de dezembro de 2013; Sócio de Mérito da Casa do Professor de Bragança, a 26 de abril de 2014; 1.º Membro Honorário do Agrupamento de Escolas Miguel Torga, a 23 de maio de 2014; Sócio correspondente do Instituto Histórico e Geográfico do Pará, por decisão de 24 de maio de 2013; Eleito Sócio Correspondente, em 10 de julho de 2013, da Academia Internacional da Cultura Portuguesa e posse realizada a 3 de fevereiro de 2014; 

## Por inerência de funções autárquicas, exerceu funções em vinte e cinco entidades
Presidente do Conselho de Administração da Associação de Municípios de Trás-os-Montes e Alto Douro, de janeiro de 2001 a março de 2005; Presidente da Direção da “Fundação os Nossos Livros”, de janeiro de 1998 a outubro de 2013; Presidente da Comunidade de Trabalho Bragança/Zamora no período de 2003/2004 e no período de 2006/2008; Membro do Conselho Geral da ANMP no período de 1997/2001; 2001/ 2005 e 2010/2013; Membro da Mesa do Congresso da ANMP, no período de 2005/2009 e 2010/2013; Vogal da Comissão Executiva da Fundação Rei Afonso Henriques de 1999 a 2006; Vice-Presidente da Comissão Executiva da Fundação Rei Afonso Henriques, de 2006/2008 e de 2009/2013; Conselheiro do Conselho Económico e Social no mandato de 2000 a 2001 e no mandato de 2005 a 2009; Presidente da Associação de Municípios da Terra Fria, no mandato de 1998 a 2001 e de 2005 a 2009; Membro do Conselho de Administração da empresa Resíduos do Nordeste EIM, no mandato de 2005 a 2009; Membro da Comissão da Reserva Agrícola de Trás-os-Montes e Alto Douro no período de 1998 a 2001, em representação da ANMP; Nomeado em 14/01/2008 como representante da ANMP no Comité Territorial Norte/Castela e Leão, no âmbito do Programa Operacional de Cooperação Transfronteiriça Portugal/Espanha; Membro da Comissão de Aconselhamento Estratégico do Programa Operacional Regional do Norte, em representação da NUT III Trás-os-Montes, no período de 2008 a 2009; Membro do júri do Concurso Prémio Secil de Engenharia Civil, em representação da ANMP, anos de 2007, 2009 e 2011; Membro da Comissão de Acompanhamento do POCI, em representação da ANMP, para o mandato 2005/2009; Vice-Presidente da Mesa da Assembleia Geral da Associação do Eixo Atlântico do Noroeste Peninsular, para o período de 2005 a 2009; Presidente da Mesa da Assembleia Geral da Associação Eixo Atlântico do Noroeste Peninsular, para o mandato 2010/2013; Presidente da Mesa da Assembleia Geral da empresa Resíduos do Nordeste, EIM, para o mandato 2009/2013; Presidente da Mesa do Conselho Geral da empresa Águas de Trás-os-Montes a Alto Douro, no período de 2007 a 2010; Vogal da direção do Conselho Regional para o mandato de 2010/2013; Membro suplente do Comité das Regiões, para o mandato de 2009/2013; Vice-Presidente do ZASNET/AECT para mandato de 2010 a 2011; Presidente do ZASNET/AECT, para o mandato de 2012 a 2013; Presidente da Direção da Associação do Brigantia Ecopark, - Parque de Ciência e Tecnologia de 2011 a 2013.

## Associado de Associações Humanitárias, Culturais e Desportivas
Associação Humanitária dos Bombeiros Voluntários de Bragança; Obra Social Padre Miguel; Grupo Desportivo de Bragança; Membro voluntário da delegação local de Bragança da Cruz Vermelha Portuguesa; Delgado Regional para o Distrito de Bragança da Cruz Vermelha Portuguesa, a 15 de fevereiro de 2021, para o mandato de quatro anos; Clube Académico de Bragança; Aero Clube de Bragança; Membro fundador da Confraria Ibérica da Castanha; Membro fundador da Academia Ibérica da Máscara. 

## Publicações e Textos Diversos
É autor dos livros: “Pontes Antigas do Concelho de Bragança”, ano de 1997 e “Gestão do Município de Bragança no período de 1998 a 2013”, ano de 2013; “Reflexões e Contributos para o Desenvolvimento Regional do Interior, ano de 2020”; Congressos transmontanos 1920-2020, ano de 2022. É autor de prefácios e textos em oito dezenas de livros e revistas e de alguns textos de ensaio publicados na imprensa local.

## Outras Atividades e Conferências
Proferiu cerca de quatro dezenas de conferencias, orientadas para os temas do desenvolvimento e da interioridade.
Foi Presidente da Comissão Executiva do III Congresso de Trás-os-Montes e Alto Douro, realizado em Bragança, nos dias 26,27 e 28 de setembro, de 2002;